# Santiago Álvarez Gómez
Santiago Álvarez Gómez (San Miguel do Outeiro, Vilamartín de Valdeorras, 11 de febrer de 1913 - Madrid, 29 d'abril de 2002) fou un dirigent comunista gallec.

## Biografia
De família camperola, Álvarez va realitzar amb prou feines estudis primaris. Va ser camperol i segador de jove. Als catorze anys va començar la seva conscienciació política. Després de la proclamació de la Segona República Espanyola es va afiliar al Partit Comunista d'Espanya, organitzant una secció a la comarca de Valdeorras. En 1934 va ser detingut arran els fets revolucionaris d'octubre d'aquest any. Després de les eleccions de febrer de 1936, en les quals va triomfar el Front Popular, Santiago Álvarez va entrar com a regidor de la corporació de Villamartín.
El 18 de juliol de 1936 estava a Madrid, on va organitzar, al costat de Castelao, les Milícies Populars Gallegues, en bona part integrades per segadors gallecs repartits per Castella, als quals van convèncer tots dos. Durant la Guerra Civil va exercir com a comissari polític, primer a les mateixes milícies i més tard en la XI Divisió sota el comandament d'Enrique Líster. Va participar en la defensa de Madrid i a diverses batalles: Jarama, Guadalajara, Brunete, Sud del Tajo, Garavitas...
Es va exiliar després de la fi de la contesa. Marxà primer a França, l'octubre de 1939 va sortir cap a la República Dominicana, i després cap a Cuba, on hi romandria fins al 18 de juliol de 1944 i on es va casar amb una cubana, obtenint-ne la nacionalitat. Després de passar per diversos països americans, va tornar a clandestinament a Espanya en 1944 però va ser detingut a la fi d'agost de 1945 i torturat en la Direcció general de Seguretat de Madrid durant tres dies amb les seves nits. Va ser jutjat en un consell de guerra i condemnat a 20 anys de presó. Va passar per diverses presons. Entre 1946 i 1951 va estar en situació d'aïllament a la presó de Logronyo, on va intentar completar la seva formació amb variades lectures. En 1954 va ser indultat i expulsat cap a Cuba, país del que en tenia la nacionalitat. En breu va estar a França, des d'on va entrar a Espanya i a Galícia diverses vegades.

## En el Comitè Central del PCE Fundació del PCG
Formant ja part del Comitè Central del PCE va plantejar en 1965 la creació del Partit Comunista de Galícia (PCG). Des de 1968, data de la seva fundació, va ser secretari general de la nova formació. De tornada a Espanya en 1976 va ser empresonat a Carabanchel dos mesos i una altra vegada a la fi del mateix any. En els anys de la Transició Santiago Álvarez va seguir formant part del Comitè Central del PCE fins a la seva mort, abandonant en 1979 la Secretaria del PCG. Sense abandonar l'activitat política es va dedicar a escriure les seves memòries polítiques i altres llibres d'investigació, dedicant-se a la reivindicació de la figura de Juan Negrín i de les Brigades Internacionals. A la seva mort els seus fills donaren tot el seu arxiu documental a Comissions Obreres

## Obra publicada
- Los Irmandiños
- El origen y la formación de la nacionalidad gallega
- Sobre Galicia
- Ensayo sobre el problema nacional de Galicia
- El Partido Comunista y el Campo, Madrid, Ediciones de la Torre.
- Contra el continuismo franquista. Por la libertad. Por la autonomía de Galicia, Lisboa, Nova Galiza, 1976.
- Unha Alternativa Democratica pra Galicia, Paris, Nova Galicia, 1976.
- Temas de política y Sociedad. El Estado y las Nacionalidades, amb Simón Sánchez Montero, Madrid, Editorial Cenit, 1977.
- Memorias. I. Recuerdos de infancia y de juventud [1920-1936]. 1985
- Las milicias populares gallegas: un símbolo de la Galicia antifranquista. Sada. 1989
- Memoria da guerrilla. Vigo. 1991
- Osorio Tafall: su personalidad, su aportación a la Historia, Sada, Ediciós do Castro, 1992.
- Castelao y nosotros los comunistas, Sada, 1993 (2ª edición).
- Negrín, personalidad histórica: biografía, Madrid, 1994.

## Articles (llista parcial)
- Notas críticas sobre la posición de la socialdemocracia, a Nuestra Bandera. Madrid. Nº 44-45, Mayo-Junio de 1965, pp. 45-55
- Los comunistas y la colaboración con los católicos, a Nuestra Bandera. Madrid. Nº 47-48. 1966, pp. 71-79